# إلسترفيردا
الشتروردا (بالألمانية: Elsterwerda) هي مدينة وبلدة ألمانية تقع في ألمانيا في Elbe-Elster. يقدر عدد سكانها بـ 9,249 نسمة .

## المدن التوأمة
مدينة فريدن هي مدينة توأمة لـالشتروردا.

## أعلام
- دانيال زيبيغ
- فولك بودن